# Louis Couperus

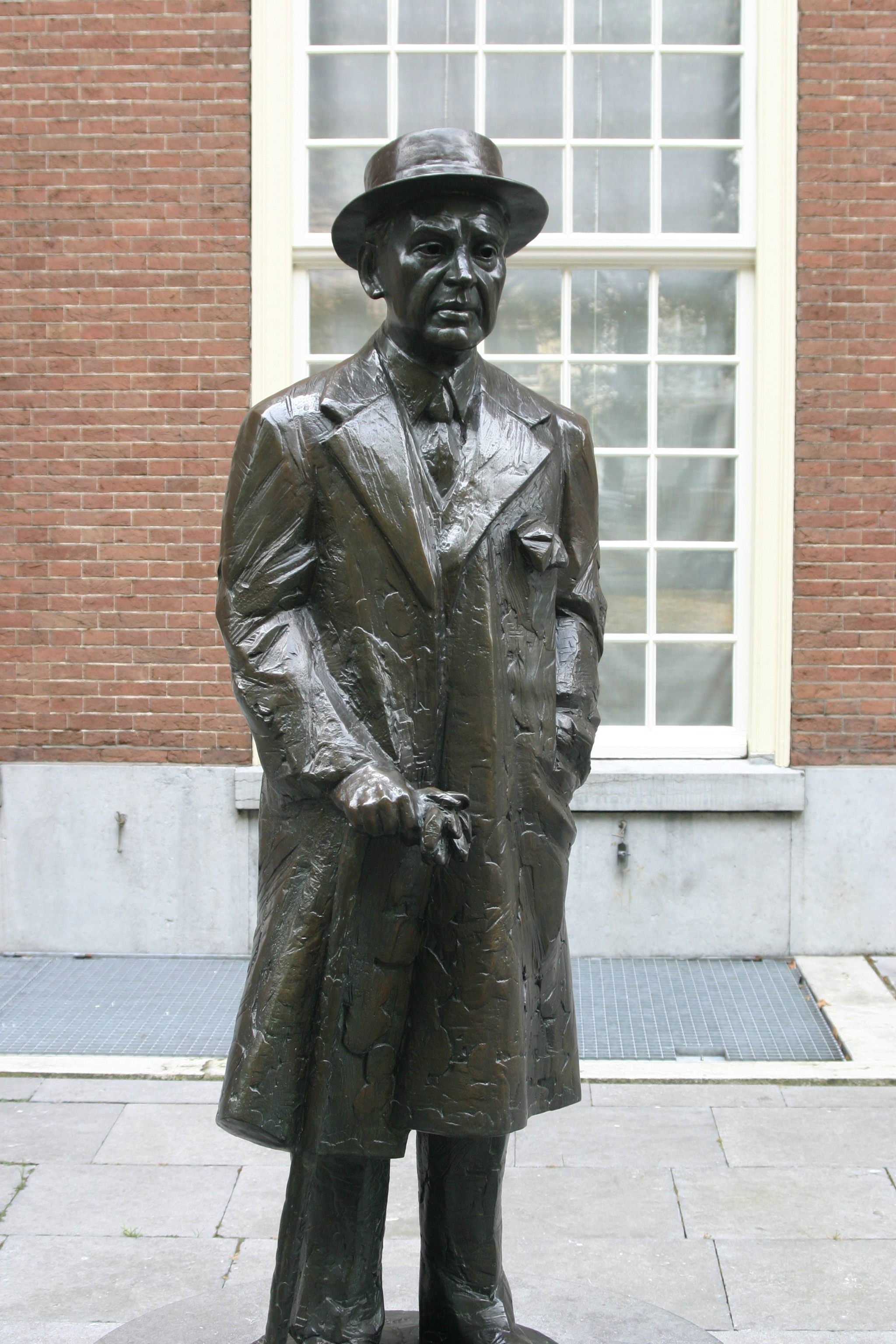
Staty av Louis Couperus

Louis Marie Anne Couperus född 10 juni 1863 i Haag, död 16 juli 1923 i de Steeg, var en holländsk författare.
Couperus tillbringade en del av sin barndom på Java eftersom hans far var ämbetsman i kolonialadministrationen. 1889 slog han igenom med romanen Eline Vere som var en av de första naturalistiska romanerna i Nederländerna. Bland hans övriga verk märks Noodlot (1890), Extase (1892), Majesteit (1893), Wereldvrede (1894) och De stille kracht (1900). Då senare år skrev han storstilade romaner av delvis historisk karaktär, som De berg van licht (1905-06). Couperus framträdde dessutom som lyriker med Een lent van vaerzen (1884) och Orchideeën (1889), samt som kåsör med Korte arabesken (1911), Uit blanke steden onder blauwe lucht (1912).